# 红牛公司
红牛有限责任公司是一家创办于奥地利的运动饮料公司。红牛公司的总部位于奥地利的滨湖富施尔。2013年，“红牛”运动饮料在全球的销量达到了53.87亿罐，比2012年增长3.1%。2013年，红牛公司营业收入首次超过50亿欧元，从2012年的49.3亿欧元增加到50.4亿欧元。2013年底，公司拥有分布于全球166个国家的9694名员工（2012年底拥有8966名员工，分布于165个国家）。

## 歷史
紅牛原本是一位華裔泰國商人許書標（Chaleo Yoovidhya）於1966年在曼谷創設的一個機能性飲料品牌，其產品經常被夜班工人、長途客貨運的駕駛員或泰拳選手拿來當作提神與健身用。
1985年時，曾在宝洁（P&G）亞洲地區分公司任職的奧地利商人迪特里希·馬特希茨（Dietrich Mateschitz）因為對這款飲料的喜愛，決定與許書標合資創立紅牛公司，他與許書標各持有公司49%股份，其餘百分之二的股份由許書標兒子持有，平時公司由馬特希茨負責營運，行銷到亞洲以外的市場。他在1986年在奧地利設立了紅牛股份有限公司（Red Bull GmbH），在紅牛飲品的配方加入了碳酸，而變成一種氣泡飲料在奧地利銷售。 相較於傳統的提神飲料，馬特希茨以一種非常流行、時尚的方式來包裝產品，獲得空前的迴響，而廣為年輕族群接受。1992年紅牛（撇開泰國版的Krating Daeng不計）首次外銷到奧地利以外的國家——匈牙利，並且在之後很快速地擴展到超過一百個國家以上的廣大市場。
不過，並不是所有在海外市場的紅牛飲品，都擁有相同的配方，在部分市場，為了符合當地的食品衛生規則紅牛公司會調整當地進口版本的產品配方比例。例如加拿大版本的红牛在2004年加拿大政府正式批准含咖啡因的能量飲料上市之前，為了能通過該國的食品安全審查，是完全不含咖啡因、牛磺酸等提神劑的，成份只有包括純粹的糖分與維生素B群而已，因此得以用「液態維生素補給飲料」的定位上市；台灣版的紅牛，則因應法規取消了葡萄糖醛酸內酯的添加（根據台灣的法規，只有藥品才能添加此成份），並稍微降低了咖啡因含量。而同樣在台灣市場，功能上類似紅牛的提神飲料還包括有蠻牛、康貝特、馬力夯、活力旺等，但大都為不填氣的非碳酸飲料且擁有迥異的定價策略與消費族群。
中国大陆的红牛维他命饮料有限公司（亦称红牛中国、中国红牛）于1995年由泰国天丝医药（許書標创立的公司）和中国华彬集团合资成立，和奥地利公司并无关系。在成立初期其产品陣線基本与泰国产品类似，而與香港及台灣所引進的奧地利版紅牛不儘相同，并且根据大陆的规定降低了咖啡因以及牛磺酸的剂量，直到2014年時中国食品药品监督管理总局才批准奥地利版的红牛饮料以“保健食品”的身份进口。

## 轉投資

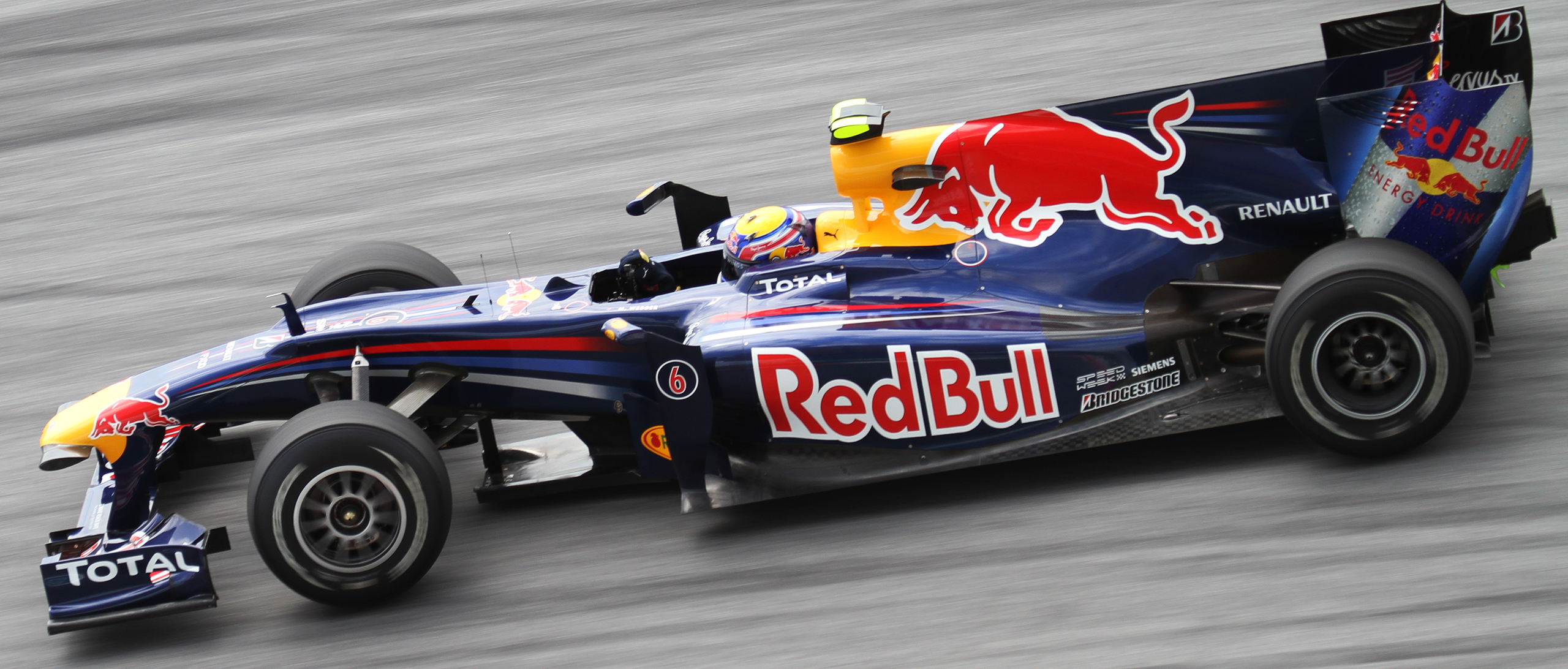
隸屬於紅牛車隊的F1賽車，攝於2010年的馬來西亞分站中。

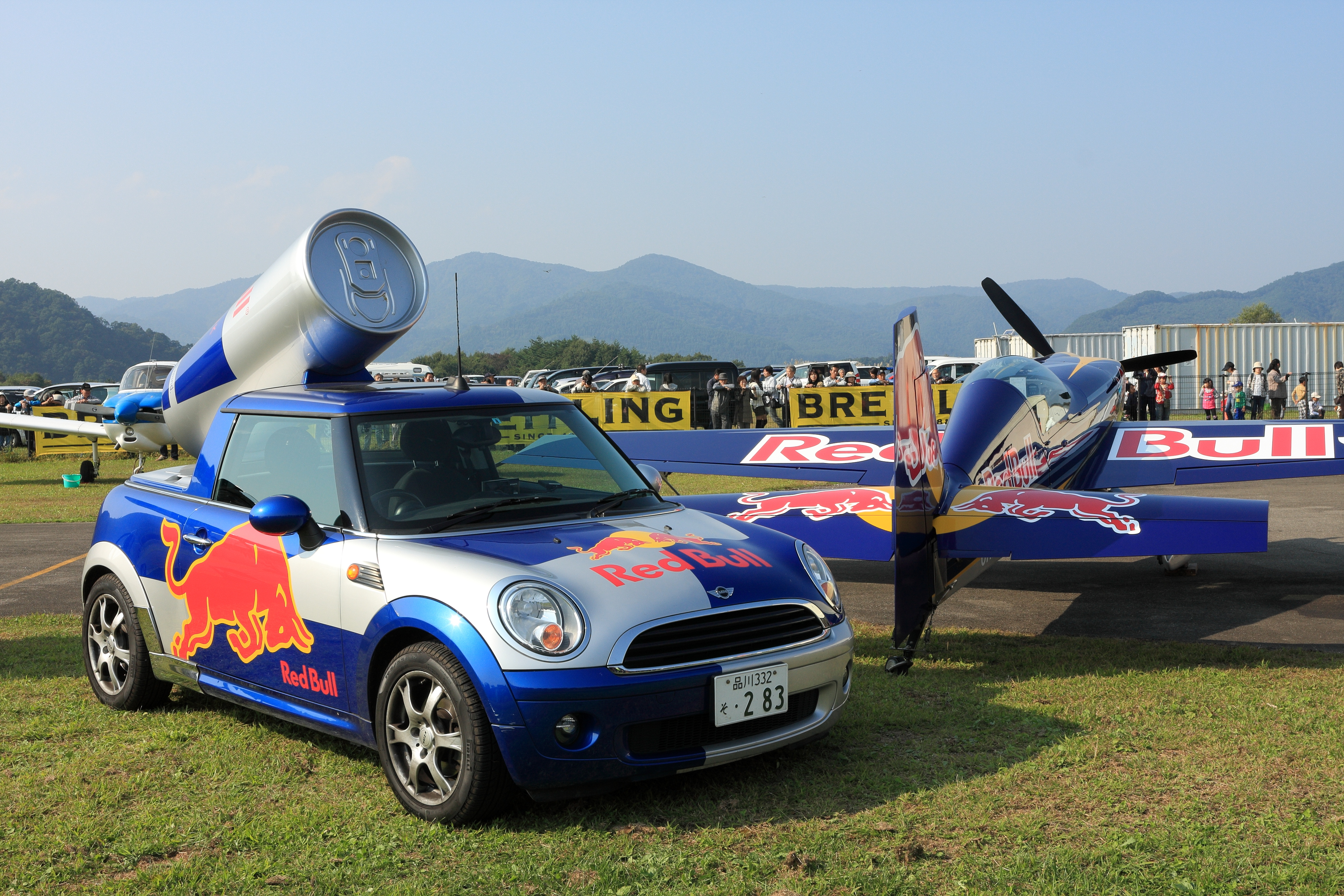
紅牛在世界各地大量使用經過改裝的Mini作為行動廣告車，其車身後半段內藏有專門用於冷藏試飲品的冰箱。

紅牛有大量的轉投資與關係企業，輔助其產品和企業形象，基本上多數是機械競技項目，例如賽車、摩托、賽艇、飛行賽，但也有贊助音樂學院和街舞、電玩大賽等領域，策略是讓目標客群的生活圈中大量出現紅牛的識別標誌，加深印象。因此也有對世界主要賽車活動如F1、拉力賽、房車賽、MotoGP等做車隊廣告贊助。
- 紅牛飛行表演隊(The Flying Bulls)
- 紅牛音樂學院(Red Bull Music Academy)
- 紅牛競技體育場(萊比錫、新澤西、薩爾斯堡)
- 紅牛世界橋牌系列賽(Red Bull World Bridge Series)
- 紅牛滑水賽(Red Bull Unleashed)
- 紅牛恐怖角滑水賽(Red Bull Cape Fear)
- 紅牛花式跳水系列賽(Red Bull Cliff Diving World Series)
- 紅牛冬季衝刺賽(Red Bull Cold Rush)
- 紅牛全球拉力賽車(Red Bull Global Rallycross)
- 紅牛冒險接力賽(Red Bull Dolomitenmann)
- 紅牛大地元素接力賽(Red Bull Elements )
- 紅牛街頭籃球賽(Red Bull King of the Rock Tournament)
- 紅牛X戰士機車賽(Red Bull X-Fighters)
- 紅牛MotoGP機車新秀賽(Red Bull MotoGP Rookies Cup)
- 紅牛環狀機車賽(Red Bull Ring)
- 紅牛紙飛機大賽(Red Bull Paperwings)[6]
- 紅牛獵狐單車越野賽(Red Bull Foxhunt)
- 紅牛長程單車賽(Red Bull Timelaps)
- 紅牛電玩教練場邀請賽(Red Bull Training Grounds)
- 紅牛嘻哈街舞賽(Red Bull BC One)
- 紅牛超自然滑雪板賽(Red Bull Supernatural)
- 紅牛街車甩尾賽(Red Bull Drift Shifters )
- 紅牛策略生存冒險賽(Red Bull Can You Make It?)

### 公司持有或贊助的體育運動隊伍
賽車
- 一級方程式
  - 紅牛車隊(Red Bull Racing)
  - 紅牛第二車隊(Scuderia Toro Rosso)
  - 艾法托利車隊(Scuderia AlphaTauri)
  - RBF1车队(RB Formula One Team)
  - 紅牛動力總成(Red Bull Powertrains)
- 其他系列賽
  - 紅牛房車隊(Red Bull Racing Team) - 納斯卡賽車
  - 紅牛阿姆波爾車隊（英语：Triple Eight Race Engineering） - 超級房車錦標賽
  - 红牛KTM厂商车队（英语：Red Bull KTM Factory Racing） - 世界摩托车锦标赛

足球
- 薩爾斯堡(Red Bull Salzburg) - 奥地利足球超级联赛
- 紐約紅牛(New York Red Bulls) - 美國職業足球大聯盟
- 巴西紅牛(Red Bull Brasil/Red Bull Bragantino II) - 巴西圣保罗州锦标赛A3（英语：Campeonato Paulista Série A3）
- 迦納紅牛（英语：Red Bull Ghana） - 已於2014年解散
- RB萊比錫(RB Leipzig) - 德国足球甲级联赛
- 巴拉干天奴紅牛(Red Bull Bragantino) - 巴西足球甲級聯賽
- 利菲林(FC Liefering) - 奥地利足球乙级联赛
- 列斯聯(Leeds United) - 英格蘭足球冠軍聯賽
- RB大宮松鼠(RB Omiya Ardija) - 日本職業足球乙級聯賽
- 巴黎足球俱乐部(Paris FC) - 法國足球乙級聯賽

冰球
- 薩爾斯堡紅牛(EC Red Bull Salzburg)
- 慕尼黑紅牛(EHC Red Bull München)

公路單車
- 红牛-博拉-汉斯格雅车队(Red Bull–Bora–Hansgrohe)

電子競技
- 紅牛OG (電子競技) - Dota 2電玩聯賽的隊伍

## 贊助
- 東方衛視，《今晚80后脱口秀》2014，節目冠名。

## 外部連結
- 官方网站